# Mimi Fariña
Margarita Mimi Baez (Palo Alto, California, Estados Unidos, 30 de abril de 1945 - Mill Valley, California, 18 de julio de 2001), más conocida como Mimi Fariña, era una compositora y activista estadounidense, hija menor del físico Albert Báez y hermana de la cantante Joan Báez.

## Biografía
El padre de Mimi, físico afiliado a la Universidad de Stanford y al Instituto Tecnológico de Massachusetts, cambiaba de residencia con frecuencia debido a su trabajo rotante en varios sitios tanto de los Estados Unidos como de Europa. Mimi se benefició de clases de música y danza y aprendió a tocar la guitarra, uniéndose al renacimiento del folk estadounidense en la década de 1960.
Mimi conoció al novelista y compositor Richard Fariña en 1963 cuando tenía 17 años y contrajo matrimonio con él con 18. Ambos colaboraron en varios álbumes folk como Celebrations for a Grey Day (1965) y Reflections in a Crystal Wind (1966), ambos publicados por Vanguard Records. Tras la muerte de Fariña en 1966, el día del vigésimo primer cumpleaños de Mimi, en un accidente de motocicleta, Mimi se mudó a San Francisco donde se desarrolló como cantante, compositora, modelo, actriz y activista. Actuó en varios festivales y clubes a lo largo de la bahía de San Francisco, incluyendo el festival Big Sur Folk, y los clubes The Matrix y hungry i. Mimi cantó brevemente en el grupo de rock The Only Alternative and His Other Possibilites. En 1967 se unió a una troupe de comedia satírica llamada The Committee. Ese mismo año, fue arrestada junto a su hermana Joan Baez en una protesta pacífica y fueron enviadas a la prisión californiana de Santa Rita. En 1968, Mimi contrajo matrimonio con Milan Melvin y siguió ofreciendo conciertos, a veces grabando y saliendo de gira con su hermana Joan Báez o con el cantante Tom Jans, con quien grabó el álbum Take Heart (1971). Mimi y Milan se divorciaron en 1971.
Entre sus composiciones se encuentra "In the Quiet Morning (for Janis Joplin)", que su hermana grabó y publicó en 1972, en el álbum Come from the Shadows. La canción aparece también en varios recopilatorios incluyendo un Greatest Hits de Joan Baez.
En 1973, acompañó a su hermana y a B.B. King a un concierto para los presos de la cárcel de Sing Sing. Esta experiencia, junto al arresto de 1967, le llevaron a hacer más por quienes permanecían presos en estas instituciones.

### Bred and Roses
En 1974, Mimi fundó Bred and Roses, una organización no lucrativa creada para llevar música gratuita y entretenimiento a instituciones como prisiones, hospitales y correccionales. Activa inicialmente en el área de San Francisco (California), amplió al poco tiempo su actividad a nivel nacional y permanece aún activa, con unos quinientos eventos anuales. La organización tomó el nombre del poema de James Oppenheim "Bread and Roses", comúnmente asociado a una huelga obrera en Lawrence (Massachusetts).
Aunque continuó cantando en sus últimos años, publicando un álbum en 1985 y saliendo esporádicamente de gira, Mimi pasó gran parte del tiempo con Bred and Roses. A finales de la década de 1980, se unió a Pete Sears para ofrecer una variedad de conciertos benéficos. Varios de estos conciertos sirvieron de protesta contra la represión civil en países como Guatemala y El Salvador. En 1986, publicó el álbum Mimi Fariña Solo.
Fariña usó su conexión con la comunidad folk para que le ayudaran a ampliar la organización Bread and Roses, gracias a la ayuda de músicos como Pete Seeger,  Paul Winter, Odetta, Judy Collins, Taj Mahal (músico), Lily Tomlin, Carlos Santana y Bonnie Raitt, entre otros. Solo en 2000, Bread and Roses ofreció más de 500 conciertos en 82 instituciones.

## Muerte y legado
Fariña murió de un cáncer en su hogar de California el 18 de julio de 2001, con 56 años. Su vida ha sido parcialmente recogida en el libro de David Hajdu Positively 4th Street. Además, hizo un cameo en la novela de Armistead Maupin Tales of the City, ambientada en el San Francisco de la década de 1970. Ha sido también sujeto de la canción de su hermana Joan Báez "Sweet Sir Galahad".

## Discografía
- 1965: Celebrations for a Grey Day con Richard Fariña, Vanguard Records
- 1966: Reflections in a Crystal Wind con Richard Fariña, Vanguard Records
- 1968: Memories with Richard Fariña, Vanguard Records
- 1971: Take Heart con Tom Jans A&M Records
- 1985: Mimi Farina Solo Rounder Records
- 2001: The Complete Vanguard Recordings con Richard Fariña, Vanguard Records